# Uttenhofen (Adelsgeschlecht)

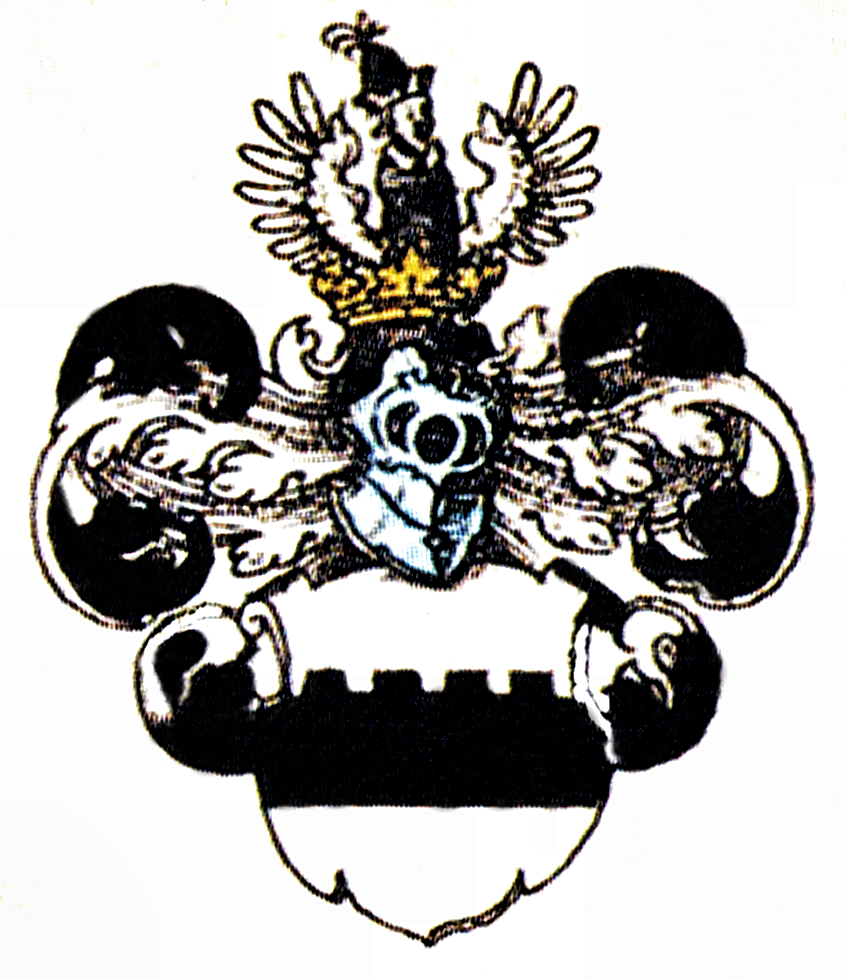
Wappen der Ritter von Uttenhofen

Uttenhofen war der Name eines alten fränkischen, zum Ritterkanton Baunach gehörenden Adelsgeschlechts, das seine Anfänge im Hofer Raum hatte und im Laufe der Geschichte in mehrere Linien zerfiel. Eine weitere Familie dieses Namens ist seit dem 17. Jahrhundert zunächst im Erzgebirge und dann in Thüringen nachweisbar. Diese geht auf Flüchtlinge aus den Spanischen Niederlanden zurück.

## Geschichte

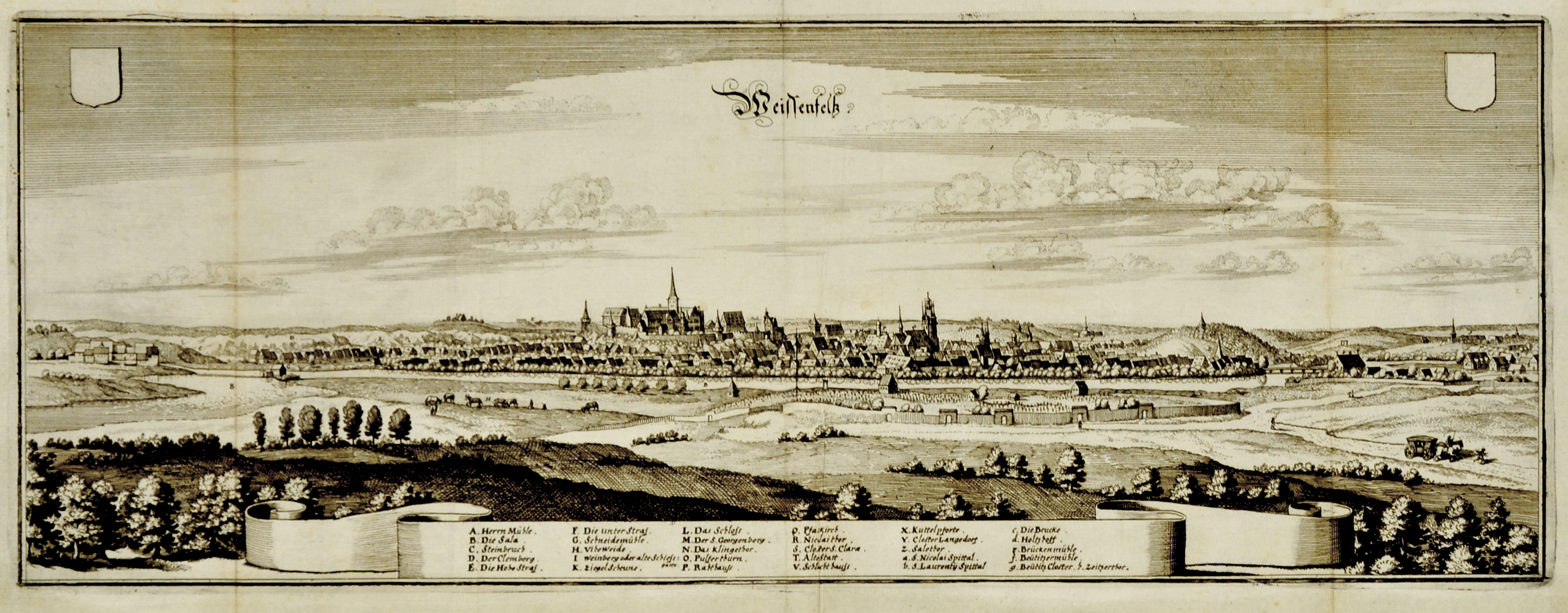
Weißenfels 1650

Die Geschichte der Familie von Uttenhofen im Hofer Raum, in der Zeit von 1251 bis 1343 dokumentiert, reicht zurück bis in die Gründungszeit der Stadt Hof. Durch mehrfache Verheiratungen war sie eng verwandt mit der Familie von Murring und erschien in entsprechenden Zeugenreihen. Die letzte Erwähnung dieses Familienastes befand sich in einem Beschwerdebrief der Stadt Prag an Heinrich Reuß von Plauen über die Straßenräuberei der Uttenhofer gegenüber böhmischen Kaufleuten. Das Burggut in Tauperlitz wurde wenig später als Ruine bezeichnet. Obwohl die von Uttenhofen ursprünglich mit einer Turmhügelburg und einem Lehen in Tauperlitz nur einen sehr überschaubaren Besitz hatten, tauchten sie doch als Zeugen wichtiger Verträge im heutigen Franken, in der Oberpfalz und in Thüringen auf.
Bereits im Jahr 1328 besaß die Familie das Burglehen zu Weißenfels und war noch 1578 im Vogtland zu Zossen und im Amt Weida begütert. Johann von Uttenhofen, Marschall des Markgrafen von Meißen, wurden vom Landgrafen Friedrich III. von Thüringen einige Höfe zu Weißenfels als Burglehen verliehen. Seine Gattin Gertrud († 24. Februar 1378), Tochter von Heinrich Murring dem Älteren, gehörte nach dem Tod ihres Mannes zum Gründerkreis des Klarissenklosters in Hof und war dessen erste Äbtissin. Heinrich der Jüngere, Vogt von Weida, stiftete daraufhin dem Kloster die Güter in Tauperlitz. Philipp von Uttenhofen fiel im Jahr 1412 in der Schlacht gegen die Pommern beim Kremmer Damm. Wolfgang aus dem Amte Weida war 1539 Kanzler des Königs Christian III. von Dänemark, und David von Uttenhofen auf Zossen wurde herzoglich sächsisch-coburger Geheimer Rat und Kanzler zu Coburg.

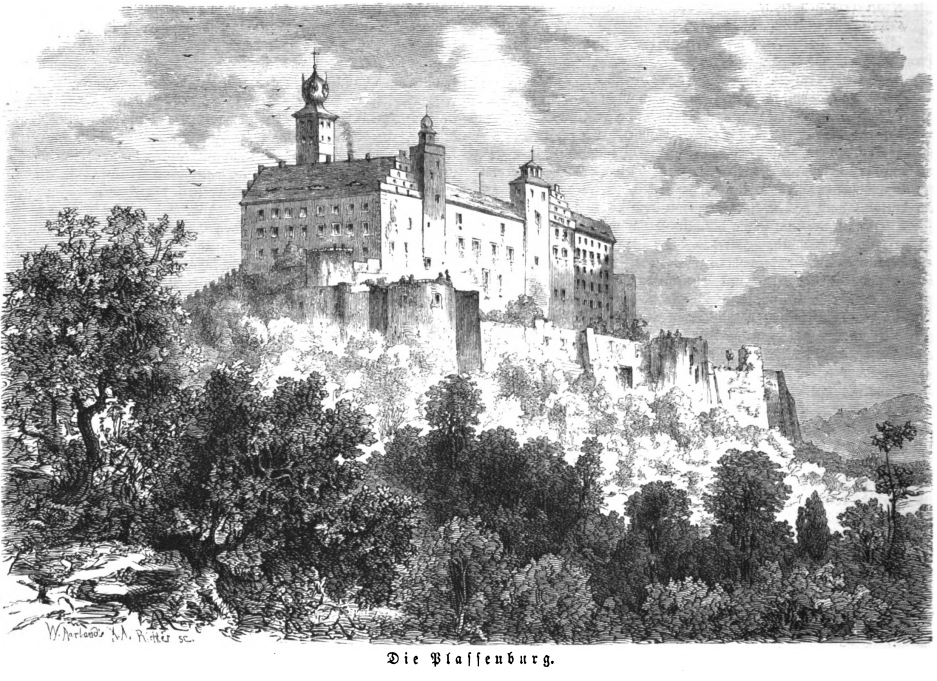
Die Plassenburg im 19. Jhdt.

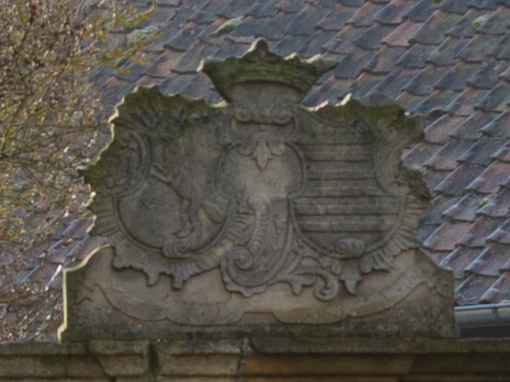
Allianzwappen Bibra-Uttenhofen (1769) in Höchheim

Während des Dreißigjährigen Krieges erscheint eine Familie desselben Namens im Erzgebirge, deren Wurzeln wohl nichts mit der bisher behandelten zu tun hat, sondern aus den Spanischen Niederlanden wegen ihres Glaubens zunächst nach Hanau geflüchtet war, wie Johanna Hausdörfer gezeigt hat. Zu dieser Familie gehörte Antonius von Uttenhofen (1647–1709), der nach der Heirat mit Justina Klösterlein die Hammerwerke Muldenhammer, Untermorgenröthe und Oberblauenthal bei Eibenstock führte. Dessen Sohn Johann von Uttenhofen (1674–1741) war seit 1699 Hammerherr in Obersteinach und übernahm bald nach seiner Heirat (1700) mit Barbara Sibylla Rosina von Merklin (1679–1758) das Merklin'sche Rittergut Scheuerfeld bei Coburg. Der älteste überlebende Sohn Georg Christoph von Uttenhoven (1703–1759) kaufte 1727 die beiden Hammerwerke zu Schwarzwald, baute noch ein weiteres hinzu und nannte den Ort nach seiner Frau Augustenthal. Dort wurde am 15. Juni 1758 seine Mutter begraben.
Einer seiner Söhne, Johann Karl August von Uttenhofen (1746–1808), war sachsen-meiningischer Regierungsrat und besaß um 1800 das Rußwurmsche Herrenhaus in Breitungen. Ein weiterer Sohn von Johann von Uttenhofen war der herzoglich sachsen-meiningische Kammerjunker und -rat Johann Christian Ludwig von Uttenhofen (1705–1761). Aus dessen erster Ehe mit Francisca Anna Catharina von Völderndorff und Waradein (1702–1737) stammen zwei Töchter, die in einer Doppelhochzeit am 13. November 1760 zu Wetzhausen die Brüder Friedrich Gotthilf und Carl von und zu Bibra heirateten. Mit seiner 1738 geheirateten zweiten Ehefrau Katharina Magdalena, geborene Muffel von Ermreuth (1709–1784) hatte er weitere Kinder, darunter die Tochter Johanna Wilhelmina Ludowika (1739–1805), die den Aubstädter Pfarrer Siegmund Gottlieb Weinmann heiratete, sowie den preußischen Generalmajor und Kommandanten der Festung Plassenburg, Johann Adam Siegmund (1741–1809). Dessen Sohn Karl (1778–1834) war ebenfalls in preußischen Diensten und mit Wilhelmine Ernestine Barbara Antonie von Alberti verheiratet.
Zu den Nachkommen von Johann von Uttenhofen gehört auch der gleichnamige Johann von Uttenhofen (* 25. Februar 1806 in Warburg; † 9. Mai 1849 in Elberfeld), verheiratet seit 27. Juli 1835 mit Wilhelmine von Othegraven (* 1813; † 13. April 1849 in Wesel), der als Hauptmann im Straßenkampf in Elberfeld starb.
Das Rittergeschlecht ist im Mannesstamm erloschen.

## Familienmitglieder
- Johann Adam Siegmund von Uttenhofen (1741–1809), königlich-preußischer Generalmajor und zuletzt Kommandant der Plassenburg
- Karl Friedrich Ludwig Georg von Uttenhoven (1778–1834), königlich-preußischer Generalmajor und zuletzt Kommandeur der 1. Division

## Wappen
Schild in Silber, ein oben zweimal gezinnter, schwarzer Querbalken und auf dem Helm ein offener, nach einigen mit dem schwarzen Querbalken belegter, silberner Flug, zwischen welchem der schwarzbekleidete Rumpf eines vorwärtssehenden Mannes mit einer silbern aufgeschlagenen, mit vier Hahnenfedern besteckte, schwarzen Zipfelmütze aufwächst. Die Helmdecken sind schwarz-silbern. Sowohl der gezinnte Balken im Schild, als der Helmdecken kommt in mehreren Varianten vor.